# Formica coloradensis
Formica coloradensis é uma espécie de formiga do gênero Formica, pertencente à subfamília Formicinae.